# Medicina Kampo
La medicina Kampo (漢方 kanpō?) o simplemente Kampo, es la adaptación japonesa del estudio sobre la medicina china tradicional. Esta práctica médica se estableció entre los siglos VII y IX, momento a partir del cual los japoneses crearon su propio sistema médico y de diagnosis.

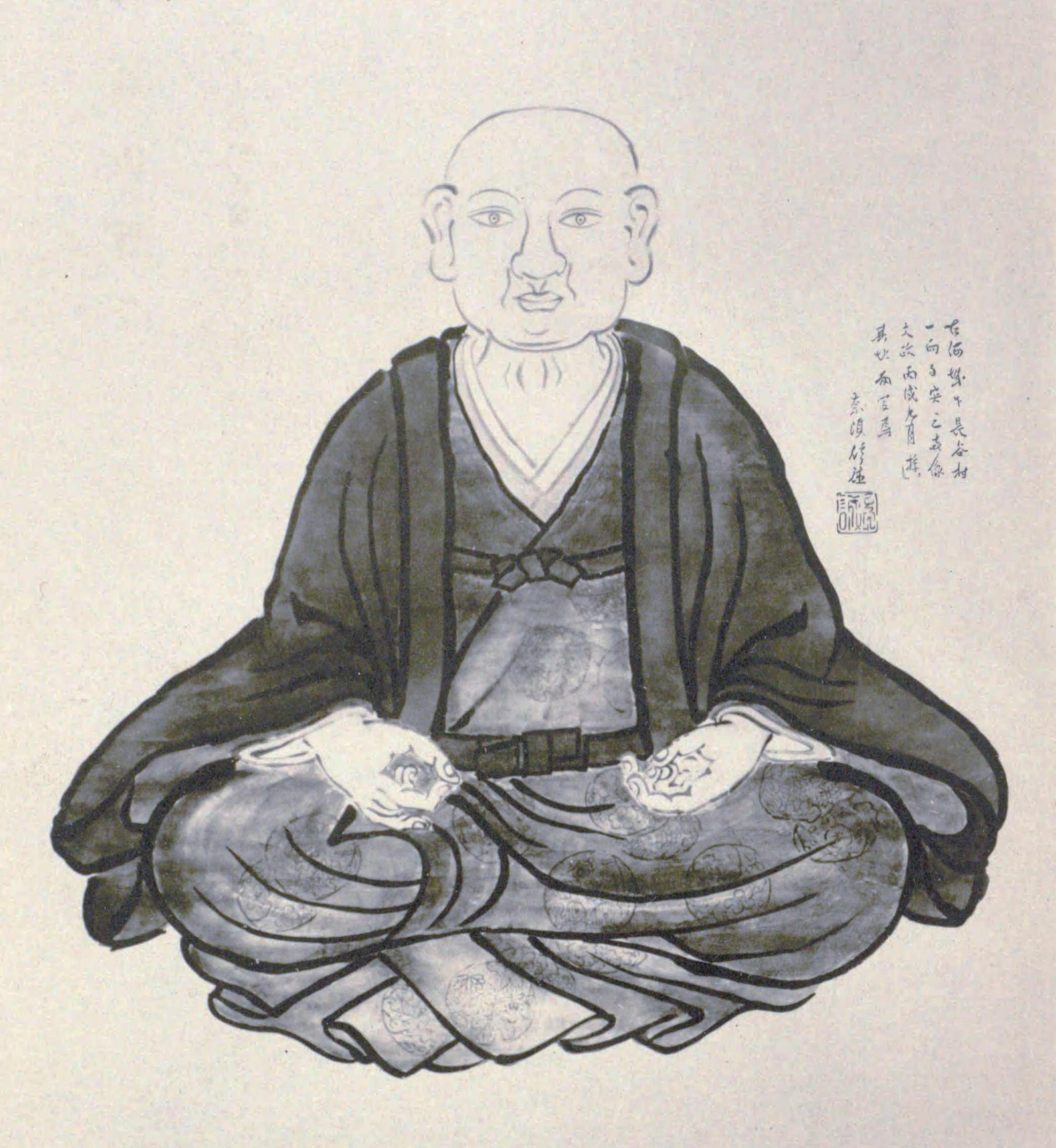
Tashiro Sanki (田代 三喜, 1465-1537), doctor japonés de medicina kampo y fundador de la escuela de medicina Gosei-ha.

Al ser muy similar al sistema médico chino, la medicina Kampo incluye la acupuntura y la moxibustión, aunque está centrada principalmente en el estudio de la herbolaria.

## Medicinas Kampo aprobadas
En Japón la medicina Kampo está integrada en el sistema de salud japonés. En 1967, el Ministerio de Salud, Trabajo y Bienestar de Japón aprobó 4 medicinas Kampo elegibles para reembolso bajo el programa del Seguro nacional de salud. En 1976, fueron 82 las aprobadas por dicho ministerio, y actualmente, la cifra asciende hasta 148.
Una investigación científica extensa en Japón ha validado la efectividad de la medicina Kampo. En octubre de 2000, un estudio nacional registró que el 72 % de médicos prescribió medicinas Kampo.
La medicina Kampo, a diferencia de la china, que solo modifica fórmulas, usa combinaciones herbales previamente arregladas, en proporciones estandarizadas, de acuerdo a la literatura médica clásica China. Los medicamentos son producidos por varios fabricantes, aunque todos deben seguir las indicaciones y las combinaciones de ingredientes exactas, por reglamento del Departamento de Salud del Japón, bajo el Ministerio de Metodología Médica Estandarizada. De esta forma, las medicinas siguen una estricta fabricación, a la altura del resto de compañías. Las dos principales son Tsumura (ツムラ) y Kanebō (カネボウ).

## La medicina Kampo en otros lugares
En Estados Unidos la medicina Kampo es practicada principalmente por acupunturistas, practicantes de la medicina china, médicos homeópatas y otros profesionales de la medicina alternativa. Las fórmulas herbales Kampo están bajo ensayos clínicos, como el estudio del Sho-saiko-to (H09) para el tratamiento de la hepatitis C en el Memorial Sloan-Kettering Cancer Center de Nueva York al igual que la cirrosis en el hígado, causada por la hepatitis C en el UCSD Liver Center. Ambos ensayos clínicos son patrocinados por USA, Inc., una rama de la Honso Pharmaceutical Co., Ltd. de Nagoya (Japón).